# Patrik Vankrunkelsven
Patrick Jules Maria (Patrik) Vankrunkelsven (Geel, 2 mei 1957) is een Belgisch huisarts, docent en voormalig politicus voor Open Vld, voorheen voor respectievelijk de Volksunie en Spirit.

## Biografie
Vankrunkelsven behaalde in 1975 zijn secundair diploma Latijn-Wiskunde aan het Sint-Jan Berchmanscollege in Diest en studeerde daarna geneeskunde aan de Katholieke Universiteit Leuven. Hier behaalde hij in 1982 het diploma van huisarts. Later promoveerde hij tot doctor in de medische wetenschappen met een proefschrift over allergieën. Hij vestigde zich in 1982 als huisarts in Laakdal en werd in 1998 tevens deeltijds docent huisartsgeneeskunde aan de KU Leuven.
Hij begon zijn politieke loopbaan toen hij bij de lokale verkiezingen van oktober 1982 verkozen werd als gemeenteraadslid in Laakdal, wat hij bleef tot en met 2018. Na de lokale verkiezingen van oktober 1994 werd hij begin 1995 burgemeester van Laakdal, wat hij bleef tot en met 2006. Bij de lokale verkiezingen van 8 oktober 2006 verloor zijn kartelpartij Pro-Laakdal, ook wel Nieuw-VLD geheten, zowat de helft van haar zetels in de gemeenteraad, terwijl de CD&V juist fors vooruit ging. Hierdoor moest hij de burgemeesterssjerp inleveren. Bij de gemeenteraadsverkiezingen van 2012 kwam hij op met de lokale partij Stem!. Als lijstduwer behaalde hij 595 voorkeurstemmen en werd verkozen. Hij behaalde het hoogste aantal voorkeurstemmen op de lijst. Bij de verkiezingen van oktober 2018 werd hij nog herkozen, maar besloot uiteindelijk toch niet te zetelen.
In 1989 trad hij toe tot het partijbestuur van de Volksunie en werd er in juni 1992 ondervoorzitter onder Bert Anciaux. Nadat Anciaux in november 1997 aftrad als voorzitter om aan een politieke vernieuwingsbeweging te werken, nam Vankrunkelsven als ondervoorzitter tijdelijk de taken van Anciaux als voorzitter over. Dit resulteerde in 1998 in de oprichting van de links-liberale verruimings- en vernieuwingsbeweging ID21, die in september van dat jaar een alliantie ging vormen met de Volksunie, onder de naam VU-ID. Vankrunkelsven werd toen officieel verkozen als partijvoorzitter van de Volksunie. Bij de verkiezingen van juni 1999 werd hij als lijsttrekker van VU-ID verkozen in de Senaat. In januari 2000 werd hij bij de voorzittersverkiezingen in de Volksunie verslagen door Geert Bourgeois, maar hij bleef wel lid van het partijbureau. Van 1999 tot 2001 was hij tevens voorzitter van de 'Conferentie voor de Staatshervorming' (Costa), een werkgroep van politieke partijen die een staatshervorming moest voorbereiden.
De spanningen tussen de links-liberale progressieve vleugel en de conservatieve Vlaams-nationalistische vleugel over de partijkoers van de Volksunie leidden in 2001 tot de ontbinding van de partij. Vankrunkelsven koos aanvankelijk voor haar links-liberale opvolger Spirit. Toen echter bleek dat deze in kartel met de sp.a zou gaan, stapte hij over naar de VLD. Bij deze partij werd hij tot de linkervleugel gerekend. Hij behield zijn mandaat als senator na de federale verkiezingen van mei 2003 en zou uiteindelijk senator blijven tot in januari 2010. In de Senaat zetelde hij van 2003 tot 2010 in de commissie Institutionele Aangelegenheden, van 2003 tot 2009 in de commissie Sociale Aangelegenheden en van 2007 tot 2010 in de commissie Justitie, waarvan hij van 2008 tot 2010 voorzitter was.
Sinds 5 juni 2007 mag hij zich ridder in de Leopoldsorde noemen. Eind 2009 kondigde hij aan de nationale politiek te verlaten om zich opnieuw op zijn artsenpraktijk en zijn profstatuut aan de universiteit toe te leggen, dit naar aanleiding van een meningsverschil rond het rookverbod in de horeca: Vankrunkelsven wilde een totaalverbod in 2012, zijn partij niet. Ook vroegere botsingen met de VLD-/Open Vld-partijlijn speelden mee in zijn beslissing. Daarnaast kwam het datzelfde jaar tot een conflict met toenmalig Knack-hoofdredacteur Rik Van Cauwelaert nadat het weekblad bekend had gemaakt dat er twee klachten wegens stalking tegen hem liepen. Journalist Koen Meulenaere noemde Vankrunkelsven in zijn satirische stukjes een tijd lang steevast 'Kabouter Drift uit Laakdal'.
In 2011 werd hij verkozen tot voorzitter van het Rodenbachfonds, wat hij bleef tot in 2019. In deze functie volgde hij Thea Peeters op.  In 2014 werd hij aangeduid als regeringscommissaris bij het Openbaar Psychiatrisch Zorgcentrum Geel.
Sinds maart 2013 is hij directeur van CEBAM, het Belgisch Centrum voor Evidence-Based Medicine.
Hij is een militant pacifist die al meerdere malen gearresteerd werd tijdens bomspotting-acties aan de NAVO-basis bij Kleine-Brogel. Ook was hij vanaf 2005 ondervoorzitter van Mayors for Peace en van 1991 tot 2005 bestuurder van de Nationale Instelling voor Radioactief Afval en verrijkte Splijtstoffen (NIRAS).

## Privé
In 1998 overleed zijn vrouw aan de gevolgen van een hersentumor. Vankrunkelsven bleef achter met vier jonge zonen. In 2016 nam zijn zoon Willem deel aan het VTM-televisieprogramma Mijn Pop-uprestaurant, en werd begin 2019 gemeenteraadslid van Laakdal.

## Trivia
- In 2012 won hij de marathon van Dresden in de leeftijdscategorie 55+ met een tijd van 2:54:28 uur.[16]

- Gemeinsame Normdatei: 1167271254
- International Standard Name Identifier: 0000 0003 9094 3581
- Nederlandse Thesaurus van Auteursnamen: 244830576
- Virtual International Authority File: 284591577
- WorldCat: E39PBJwX4xdVrfPJrT6qYbBpT3